# Darisodes orygaria
Darisodes orygaria là một loài bướm đêm trong họ Geometridae.